# Cens universal
|  | No s'ha de confondre amb el Cens de població que refereix al particular i no a l'universal.. |

|  | No s'ha de confondre amb Sufragi universal. |

El cens universal o cens global és un tipus de cens —llista dels individus que reuneixen una condició, per exemple el sufragi—
 què es caracteritza en ser una llista completa o global i un sistema de recurs, enfocat en el dret a vot, en el qual es garanteix aquesta llista de cens universal —on consten tots els individus amb dret a vot— a totes les meses dels col·legis electorals, a part de mecanismes que impossibiliten un doble vot com per exemple una incorporació d'un sistema informàtic que ho impedeixi, i que permet a què els individus —inclosos en aquest cens— puguin votar en col·legi electoral. Aquest tipus de cens era i és habitual en molts països. Normalment s'activa aquest cens quan es presenten condicions excepcionals, com el tancament de col·legis electorals, per tal de garantir que tothom amb dret a vot pugui exercir-lo. Aquest cens universal, en principi, és un mecanisme que garanteix que tothom que vulgui votar pugui fer-ho, malgrat això, és cert que a causa de les condicions excepcionals que obliguen l'aplicació d'aquest cens, s'intueix una disminució dels votants que poden exercir el seu dret a vot, en tot cas, si l'aplicació d'aquest cens universal és ràpida i eficaç el nombre de votants que no poden exercir-lo es redueix.
Aquest tipus de cens universal, per exemple, s'implementà tant en la consulta del 9-N a Catalunya com l'1 d'octubre de 2017 durant el Referèndum sobre la independència de Catalunya que, a causa de problemes tècnics, tancament de col·legis electorals per part de la policia i absència de paperetes a alguns col·legis, s'hagué de recórrer a un sistema que constés d'una Junta Electoral Central i del cens universal per tal de garantir el sufragi. A causa d'aquests fets, l'1 d'octubre de 2017, Jordi Turull, conseller de la Presidència i portaveu del govern de Catalunya d'aleshores i Raül Romeva, conseller d'Exteriors, anunciaven:
| « | Per a totes les persones a qui hagin tancat el punt de votació o el tanquin durant el dia, volem anunciar que hem desenvolupat un sistema pel qual poden votar a qualsevol punt de votació que trobin obert. A cada taula hi haurà un sistema per consultar el cens universal i validar que ningú hagi votat anteriorment. Es farà mitjançant un sistema electrònic que permet consultar tot el cens. | » |